# 마르고 빙엄

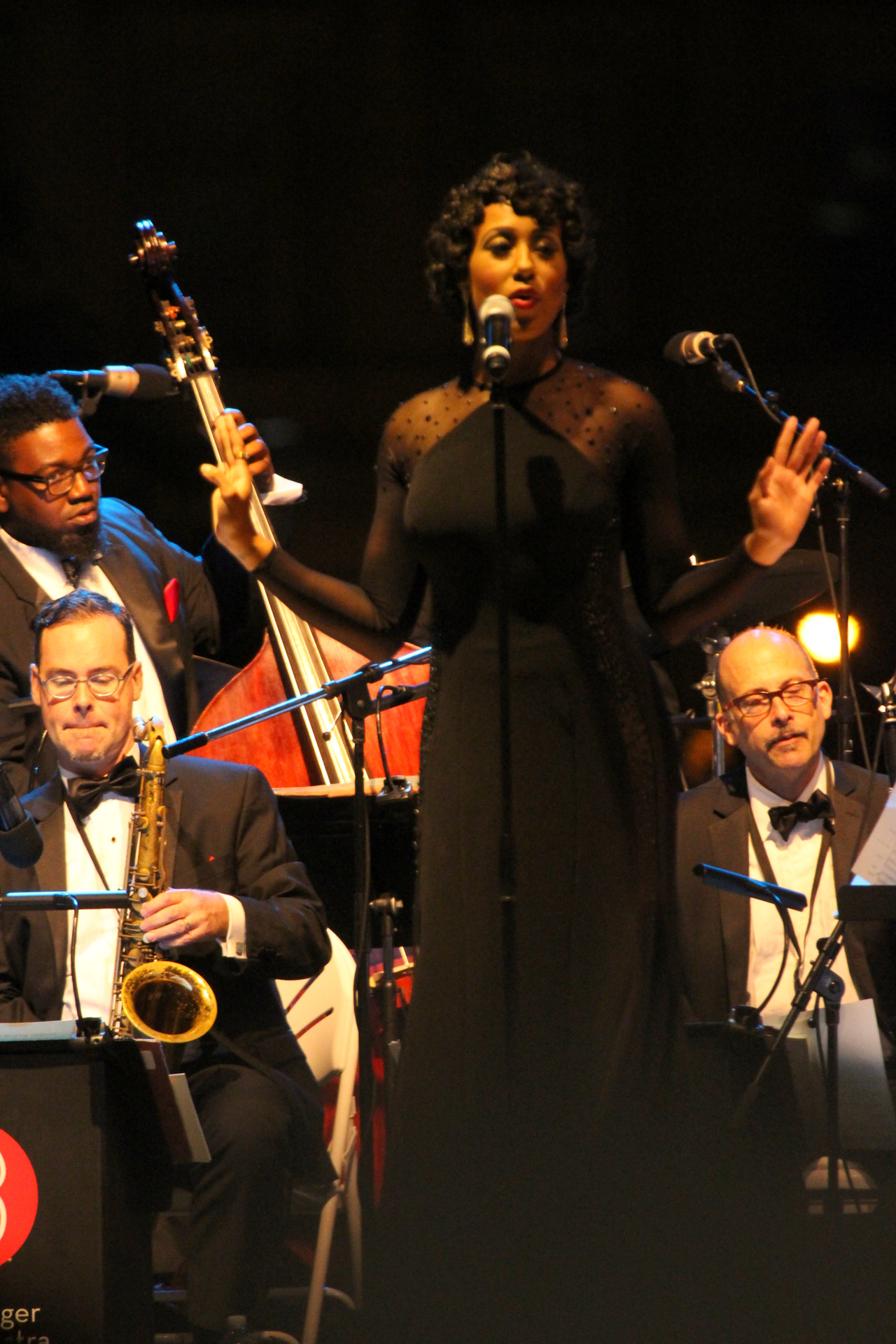

마고 빙엄(Margot Bingham, 1987년 12월 6일 ~ )은 미국의 가수, 배우, 작곡가, 작곡가 겸 작사가, 싱어송라이터이다.
피츠버그에서 태어났다.

## 방송
- 오리지널 씬
- 보드워크 엠파이어 시즌4

## 영화
- 디어 마이 프렌드 - 루시 역
- 타이거테일